# Електростатична индукция
Електростатична индукция е физично явление, при което по повърхността на проводник, намиращ се в електростатично поле, се натрупват некомпенсирани положителни и отрицателни електрически заряди, т.нар. „индуцирани“ заряди. По-общо казано, това е промяната в разпределението на електрическите заряди в даден обект под влиянието на близко разположени обекти, които притежават електрически заряд. Явлението се наблюдава винаги, когато даден обект се постави в електрическо поле. 